# Limnogonus franciscanus
Limnogonus franciscanus är en insektsart som först beskrevs av Carl Stål 1859.  Limnogonus franciscanus ingår i släktet Limnogonus och familjen skräddare. Inga underarter finns listade i Catalogue of Life.